# Pseudodiachipteryx
Pseudodiachipteryx is een geslacht van kevers uit de familie van de loopkevers (Carabidae). De wetenschappelijke naam van het geslacht is voor het eerst geldig gepubliceerd in 1936 door Burgeon.

## Soorten
Het geslacht Pseudodiachipteryx is monotypisch en omvat slechts de volgende soort:
- Pseudodiachipteryx expansipennis Burgeon, 1936